# Laura Martínez (presentadora)
Laura Martínez Listur (Montevideo, 2 de julio de 1964) es una bailarina, presentadora de televisión y actriz uruguaya. 

## Biografía
Con formación en danza, trabajó como modelo publicitaria y demostró su talento como bailarina desde muy jovencita en el Sodre hasta que la convocaron de Canal 12 para participar en un sketch en el programa cómico Recordando Telecataplum en 1982. Su descubridor fue el director de teatro Jorge Denevi. El espacio era protagonizado por Cacho de la Cruz, con quien posteriormente contrajo matrimonio. Luego, apareció en otros programas como El show del mediodía, Plop y Cacho Bochinche.
Desde los seis años estudió ballet clásico. Después hizo baile moderno y teatro, estudiando en la Escuela de Teatro ICTUS, bajo la dirección de Medina Vidal, Juan José Brenta y el actor Roberto Jones. En televisión comenzó actuando en papeles secundarios en sketches. Jorge Scheck la incorpora más tarde en "El Gran Final" donde tenía que bailar y contar chistes. Con el tiempo fue asumiendo roles de mayor jerarquía. Junto a Lilián Anchorena y Renée de León conformó un trío conocido como Las Chicas Guau que bailaba en "El Show del Mediodía", y además, actuaban en las famosas Telecachadas, un exitoso ciclo de los años 80´ que parodiaban grandes éxitos televisivos, como Los Picapiedras, Pinocho, Blancanieves y los Siete enanitos, Kung Fu, entre otros. Este trío de bellas mujeres fue el primero en salir en malla en la televisión uruguaya. En el año 2000 nace su hijo Santiago de la Cruz Martínez de su matrimonio con el humorista y conductor, Cacho de la Cruz.
En la década del 80' integró el elenco humorístico del programa "Hacemos el humor" por Canal 13 de Argentina (El Trece).
Si bien ha realizado varias obras de teatro para niños con gran éxito en las vacaciones de julio, después de 8 años vuelve a hacer teatro para adultos de la mano de Brujas, siendo la comedia teatral Adelante mi coronel su última obra en el 2001. La obra teatral Brujas, en Uruguay contó con las actuaciones de Alessandra Moncalvo, Silvana Grucci, Adriana Do Reis, Carolina Villalba y por supuesto Laura Martínez. 
Durante 22 años formó parte de El show del mediodía, primero como actriz y luego como conductora, y además cocondujo el clásico programa infantil "Cacho Bochinche" durante 25 años, habiendo grabado además varios discos musicales con canciones del programa. Actuó en teatro para adultos de la mano de Eduardo D'Angelo, Hugo Blandamuro y Cacho de la Cruz en obras como "Pijamas" y "Boing, Boing" que después se llamó "Azafatas", paralelamente trabajó en Buenos Aires con la dirección de José Pedro Boiro. En Ecuador trabajó en el programa de entretenimientos La Gran Jugada. Dicta clases de danza moderna y contemporánea para niñas.
Es madrina actualmente de la Escuela Horizonte y de la Fundación Porsaleu.
A fines de 2011 leyó una proclama contra la inseguridad promoviendo una movilización de los vecinos de la zona de Pocitos en Montevideo. Laura retorna a la pantalla al frente de su propio programa infantil denominado Laura 3D, un ciclo donde se apostó fuertemente a la tecnología, aggiornando el género televisivo infantil, como el mismo programa lo dice, tuvo momentos donde se emitió íntegramente en tercera dimensión, cumpliendo el sueño de producir un programa para chicos de calidad como lo ha declarado en alguna oportunidad en los medios. 
En 2012, actuó en la obra teatral Lo que ellos quieren en el Teatro del Centro (Montevideo) con la dirección de Hugo Blandamuro, siendo de gran éxito habiendo logrando localidades agotadas desde sus primeras funciones.
Comenzó una nueva relación con el periodista deportivo Marcello Bianchi, con quien contrajo matrimonio en enero de 2013. La pareja se separa en 2015.
En septiembre de 2012, Laura vuelve a su gran amor, el público infantil, pero esta vez en el Teatro Metro con la obra: "Laura en un Maravilloso Mundo", un espectáculo de vanguardia para atraer la atención de los más chicos y también de la familia. Su último trabajo en una obra infantil fue: "Buscando a Dino" en 2010 con el elenco de Cacho Bochinche.
Desde el Hotel Conrad de Punta del Este, participó en el programa "Zona Viva", conducido por Sergio Puglia de lunes a viernes a las 14.00 por Canal 7 a partir de diciembre de 2012 y durante el verano de 2013.
Protagonizó la obra El Salvador, dirigida por Franklin Rodríguez y basada en un caso real en Uruguay. La obra se estrenó en Espacio Teatro del Centro de Montevideo.
Entre noviembre y diciembre de 2013, tuvo a cargo una sección dentro del programa La Yapa de Canal 10, conducido por Omar Gutiérrez, en el que a pedido de la audiencia, Laura visitó los hogares y enseñó rutinas de gimnasia adaptadas a cada persona, sobre todo para aquellas que no querían salir de su casa. 
En 2014, Laura grabó un unitario titulado El Francés, que cuenta con la actuación de Carlos Perciavalle, y también de los actores argentinos Jorge Martínez y Coco Sily, entre otros, bajo la dirección y producción de Ricardo Preve y Willy Barbosa. Esta ficción fue emitida por Canal 11 de Punta del Este.
Su segmento Laura en tu Casa en Canal 10 volvió a las pantallas pero esta vez dentro del programa Hola Vecinos, conducido por Ana Nahúm y Rafa Cotelo, contando en esta oportunidad con la participación, además, de famosos que realizan rutinas de ejercicio desde su casa.
En 2015 tuvo a su cargo un espacio dentro del programa argentino Comenzando el Día conducido por Verónica Varano por Ciudad Magazine y también por Canal 7 de Punta del Este. Dicho programa consistió en mostrar diferentes áreas en las que se destaca nuestro país, incluyendo entrevistas a personalidades que han triunfado en ambas orillas.
Protagonizó un cortometraje titulado Reencuentro Fatal producido por Sacco Films, dicho corto participó en un Festival Internacional donde el desafío consistía en filmar en menos de 48 horas. Fue el más visto, habiendo alcanzado en pocas horas las 15.000 visitas en Youtube, actualmente se sigue viralizando y ya superó las 130.000 visualizaciones.
Además de la ficción, Laura comenzó un espacio en el mismo canal donde se emite su ficción El Francés, en este caso, un espacio infantil donde se enfatiza en recuperar los valores perdidos, Laura y su Puerta Mágica.
En enero de 2017 debutó con el programa Vamos a Juntarnos por Canal 10. A partir de julio de ese año, Laura comenzó un nuevo programa llamado Laura Contigo, un ciclo de entrevistas ameno y cálido que busca descubrir otra faceta de los entrevistados, dicho ciclo se emite en la actualidad por Canal 11 de Punta del Este.
Durante el verano de 2018, se sumó a la conducción del ciclo estival Punta Es, junto a María Inés Machiñena Fassi por Canal 11 de Punta del Este, programa que lleva diez temporadas al aire.
Forma parte del libro "No me olvides: Historias privadas de personas públicas" escrito por Mario Banchero y publicado en 2022 por Editorial Planeta.
Por sus 40 años de trayectoria, se publicó un reel con sus trabajos más destacados en televisión que se encuentra disponible en YouTube.
En el verano 2023 conduce "Punta Es Night" junto al músico argentino Patricio Giménez por Canal 11 Punta del Este.
Debuta como conductora de un formato de streaming titulado "Fun Girls" junto a la influencer Selva Pérez, entre otros.
En el 2024, Laura vuelve a trabajar con Cacho de la Cruz como productora junto a Joaquín Doldán del espectáculo solidario "Un Cacho de Teatro". Ella también participa en el escenario recordando momentos del clásico programa de televisión "Cacho Bochinche" del cual formó parte durante casi tres décadas. 

## Trabajos destacados
- 1982-1988, Telecataplum, Canal 12
- 1983-2005, "El show del mediodía",  Canal 12
- 1985-2010, "Cacho Bochinche", - Canal 12
- 1988, Hacemos el Humor, Canal 13 Argentina (El Trece)
- 1989, Plop , Teledoce
- 1989, Radio City Music Hall (teatro para adultos con Cacho de la Cruz y gran elenco)
- 1990, Llegó la Tía Chichita (teatro)
- 1991, Bailando con Laura, Cassette de canciones infantiles.
- 1995, Laura, Cassette de canciones infantiles.
- 1999, Ahora vas a ver, CD de canciones infantiles.
- 2000,  "Premio Har de Oro, al mérito empresarial por su labor en la academia de danza Swing.
- 2001, Adelante mi Coronel" (teatro)
- 2003, Cacho Bochinche 30 años (CD aniversario)
- 2007, Un Cuento Fantástico (teatro infantil)
- 2008, Bailando por un Reino (teatro infantil)
- 2009, Brujas (teatro), conductora de la 20.ª edición de los Premios Tabaré
- 2010, Buscando a Dino, (teatro infantil)
- 2011, Laura 3D, Latinoamérica Televisión.
- 2012, Lo que Ellos Quieren " (teatro)
- 2012, Laura en un Maravilloso Mundo (teatro infantil)
- 2012-2013, Zona Viva, Canal 7 Maldonado
- 2013, El Salvador, " (teatro)
- 2013, Laura y las Chin Chin al Rescate, (teatro infantil)
- 2013-2014, Laura en tu Casa, Saeta TV Canal 10.
- 2015, El Nuevo Show de Laura Martínez y sus Amigos (teatro infantil)
- 2015-2016, Comenzando el Día (Magazine TV - Argentina y Canal 7 Punta)
- 2016, A Bailar con Laura (teatro infantil)
- 2016, La Puerta Mágica (Cierre de protección al menor por Canal 11 Punta)
- 2016, El Francés (Ficción - Canal 11 Punta)
- 2016, Reencuentro fatal (Cortometraje)
- 2017, Vamos a Juntarnos, Saeta TV Canal 10.
- 2017-2018, Punta Es, Canal 11 Punta.
- 2017- actualidad, Laura Contigo, Canal 11 Punta.
- 2020, Sensaciones, Canal 11 Punta.
- 2020, MásterChef Celebrity Uruguay, Canal 10.[8][9]
- 2022, La Mañana del Once, Canal 11 Punta.
- 2022, Once Noticias, Canal 11 Punta.
- 2023 - 2024, Punta Es Night, Canal 11 Punta.
- 2024, Fun Girls (Streaming)
- 2024 - 2025, Un Cacho de Teatro